# U-21-Fußball-Europameisterschaft 2000
Die 15. U-21-Fußball-Europameisterschaft wurde von Italien gewonnen. Es war der vierte Sieg für die Italiener. Titelverteidiger Spanien belegte den dritten Platz. Deutschland scheiterte in der Qualifikation. Die Endrunde, für die sich erstmals acht Mannschaften qualifiziert haben, wurde in der Zeit vom 27. Mai bis 4. Juni 2000 in der Slowakei ausgetragen.
Das Turnier diente auch als europäische Qualifikation für das Fußballturnier der Männer bei den Olympischen Spielen 2000 in Sydney.

## Modus
Alle gemeldeten Mannschaften wurden auf neun Gruppen aufgeteilt. Die Gruppensieger und die sieben punktbesten Gruppenzweiten erreichten das Achtelfinale. Dort wurden im Hin- und Rückspiel die acht Teilnehmer an der Endrunde ermittelt. Bei dieser qualifizierten sich die vier Halbfinalisten zusätzlich als europäische Teilnehmer für das olympische Fußballturnier 2000 in Sydney.

## Teilnehmer
Für das Turnier hatten sich folgende U-21-Nationalmannschaften qualifiziert:
- Tschechien
- Spanien (Titelverteidiger)
- Niederlande
- Kroatien
- Italien
- England
- Slowakei (Ausrichter)
- Türkei

## Vorrunde

### Gruppe A
| Pl. | Land        | Sp. | S | U | N | Tore    | Diff. | Punkte |
| --- | ----------- | --- | - | - | - | ------- | ----- | ------ |
| 1.  | Tschechien  | 3   | 2 | 1 | 0 | 008:500 | +3    | 07     |
| 2.  | Spanien     | 3   | 1 | 2 | 0 | 002:100 | +1    | 05     |
| 3.  | Niederlande | 3   | 1 | 0 | 2 | 003:500 | −2    | 03     |
| 4.  | Kroatien    | 3   | 0 | 1 | 2 | 004:600 | −2    | 01     |

|                         |   |             |     |
| 27. Mai 2000 in Trenčín |   |             |     |
| Spanien                 | – | Tschechien  | 1:1 |
| 27. Mai 2000 in Trnava  |   |             |     |
| Kroatien                | – | Niederlande | 1:2 |
| 29. Mai 2000 in Trnava  |   |             |     |
| Spanien                 | – | Kroatien    | 0:0 |
| 29. Mai 2000 in Trenčín |   |             |     |
| Tschechien              | – | Niederlande | 3:1 |
| 1. Juni 2000 in Trnava  |   |             |     |
| Niederlande             | – | Spanien     | 0:1 |
| 1. Juni 2000 in Trenčín |   |             |     |
| Tschechien              | – | Kroatien    | 4:3 |

### Gruppe B
| Pl. | Land     | Sp. | S | U | N | Tore    | Diff. | Punkte |
| --- | -------- | --- | - | - | - | ------- | ----- | ------ |
| 1.  | Italien  | 3   | 2 | 1 | 0 | 006:200 | +4    | 07     |
| 2.  | Slowakei | 3   | 2 | 1 | 0 | 005:200 | +3    | 07     |
| 3.  | England  | 3   | 1 | 0 | 2 | 006:400 | +2    | 03     |
| 4.  | Türkei   | 3   | 0 | 0 | 3 | 002:110 | −9    | 0      |

|                               |   |          |     |
| 17. August 2000 in Bratislava |   |          |     |
| Italien                       | – | England  | 2:0 |
| Slowakei                      | – | Türkei   | 2:1 |
| 20. August 2000 in Bratislava |   |          |     |
| Italien                       | – | Slowakei | 1:1 |
| England                       | – | Türkei   | 6:0 |
| 23. August 2000 in Bratislava |   |          |     |
| Türkei                        | – | Italien  | 1:3 |
| England                       | – | Slowakei | 0:2 |

## Finalrunde

### Spiel um Platz 3
|                            |   |          |     |
| 4. Juni 2000 in Bratislava |   |          |     |
| Spanien                    | – | Slowakei | 1:0 |

### Finale
|                            |   |            |     |
| 4. Juni 2000 in Bratislava |   |            |     |
| Italien                    | – | Tschechien | 2:1 |

## Schiedsrichter
- Herbert Fandel
- Stéphane Bré
- Selearajen Subramaniam
- Leslie Irvine
- Walentin Iwanow
- Karl-Erik Nilsson
- Dieter Schoch

## Beste Torschützen
| Platz | Spieler       | Tore |
| ----- | ------------- | ---- |
| 1     | Andrea Pirlo  | 3    |
|       | David Jarolím | 3    |
|       | Igor Tudor    | 3    |
|       | Lukáš Došek   | 3    |